# 福井シネマ
福井シネマ（ふくいシネマ）は、福井県福井市順化にあった映画館。

## 歴史

### サイレント時代
福井で最初に映画が上映されたのはいつのことであったかはっきりしないが、日露戦争（1904年-1905年）後の時期には既に芝居上演用の劇場で映画の興行が行われた記録が見られる。片町にあった劇場の加賀屋座でもこの時期から映画の興行が行われており、1910年（明治43年）には福井新聞に割引券を付ける試みも行われた。大正に入ると常設の映画館に転じる劇場も出たが、いずれも短期間で廃業した。
本格的な常設館が開設されたのは大正も後半に入ってからのことで、まず1919年（大正8年）年末に福井劇場が開館した。続いて加賀屋座が松竹キネマと契約し、1921年（大正10年）に加賀屋座の南隣に開館したのが、福井シネマの前身となった松竹館である。しかしこの映画館開設は、場所が順化尋常小学校に近かったことから議論を呼んだ。
当時、福井県は「劇場寄席取締規則」により、学校や病院の周囲に劇場や寄席を開設することを禁じていた。加賀屋座は映画館の新設ではなく、劇場改築に伴う映画館の附設であるとして規則の適用を免れていた。しかし1917年（大正6年）に積雪で崩壊した昇平座がこの規則により修復を認められなかった例もあり、昇平座の旧座主は加賀屋座の動きに反対した。一方、以前から順化小は歓楽街に囲まれた環境や校地の狭さが問題視されており、学校移転を求める意見も出された。加賀屋座が政友会支持であったことから論争は政治的立場も絡み、事態は紛糾した。結局市は学校移転の費用が出せず、県が「劇場寄席取締規則」を改正することによりこの問題の解決を図った。昇平座とも妥協が成立したが、今度は警察が完成した建物に設計と異なる点があると指摘し、建物の使用許可を出さないと主張した。
このように曲折はあったものの、松竹館は1921年末に竣工式を迎え、1922年（大正11年）の正月公演では渡辺霞亭原作の『女の力』を上映した。1921年末には中央館も開館し、福井の常設館は大きく数を増やすことになった。開館当初は無声映画の時代であり、松竹館にも複数の弁士が所属し、中には人力車で通う者もいた。
1924年（大正13年）10月、松竹館は突如東亜キネマ系列に乗り換え、館名も「東亜キネマ」に変更した。改名後最初の上映作品はユナイテッド・アーティスツの『ロビン・フッド』であった。この時代に上映した『影法師』（東亜キネマ、1925年）は阪東妻三郎出演作としては福井で初の上映となった。1925年（大正14年）11月松竹館に戻った。このころは日本映画の上映が主であったが、『少年ロビンソン』『忍術キートン』といった洋画も上映していた。

### トーキー時代
1931年（昭和6年）、前年まで福井劇場が担当していた日活の映画をこの年から上映することになり、館名も日活館と改めた。市内には前年の1930年（昭和5年）11月に新たに松竹座が開館し、常設館の競争が激化していた。新興の松竹座がインテリ階級を集めたのに対し、日活館には比較的低級な階級が集まった。
この時期はトーキーが普及を始めた時期で、福井でも1929年（昭和4年）7月に加賀屋座でトーキー興行が行われた。こうした状況を背景に、弁士削減を図る館主と従業員の衝突が福井の各館で見られるようになり、1931年（昭和6年）10月には日活館でも弁士の解雇をめぐる争議が起きた。争議の中、11月には松竹座では国産初のトーキー作品『マダムと女房』が上映され、徐々にトーキー転換が進んだ。
1931年（昭和6年）12月には、激化する競争に耐えかねた常設4館が福井映画業組合を組織して料金や演目の調整を図ることになった。この措置の一環で日活館は大衆館と改称、日活映画の上映をやめることになった。日活館改め大衆館は、1936年（昭和11年）に阿部九州男、羅門光三郎、嵐寛寿郎、水島道太郎らの作品にランドルフ・スコットや漫画なども加えた9本立てで興行を行った。

### 倒壊

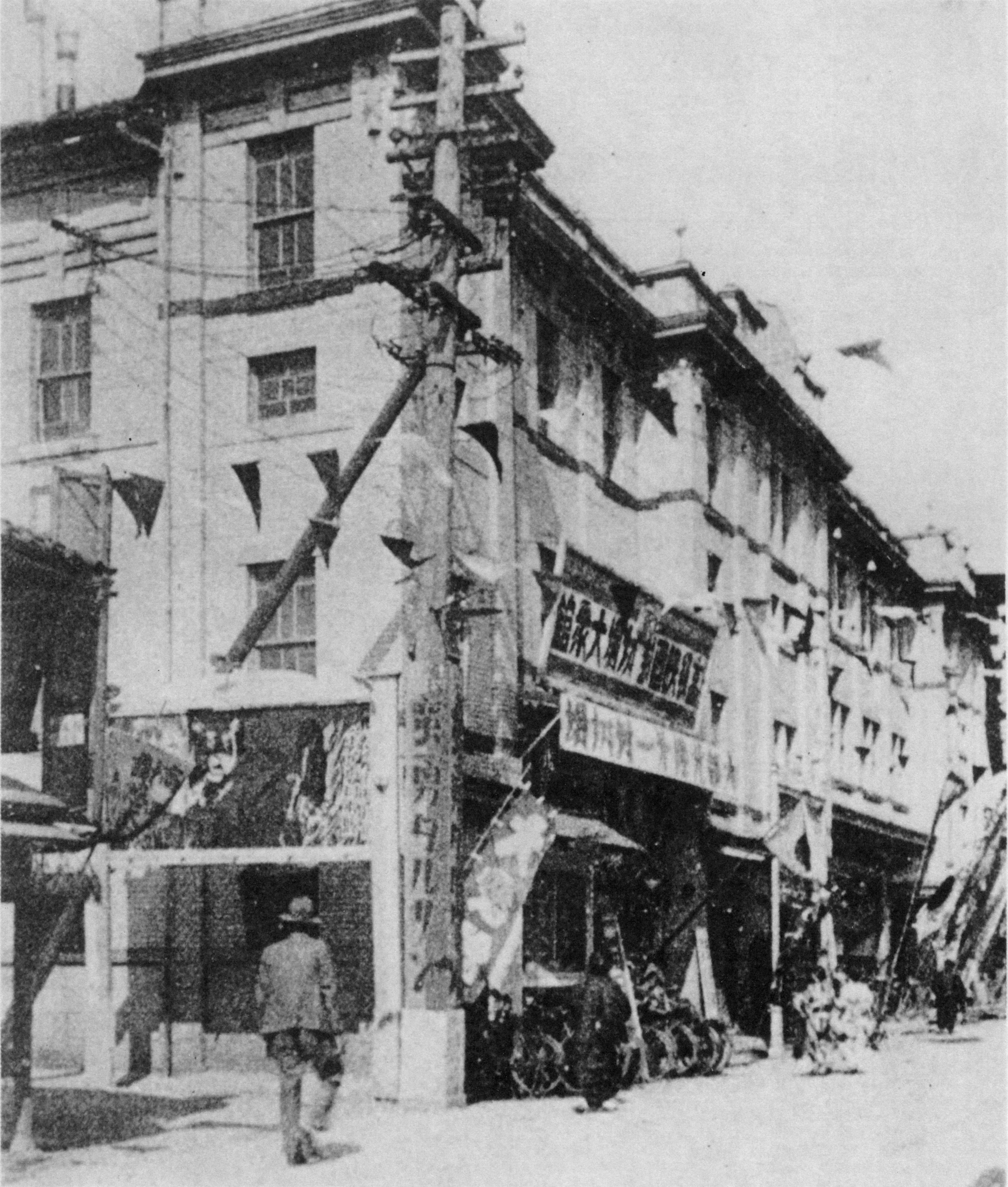
1940年頃の大衆館

1939年4月、加賀屋座は東宝と契約し、加賀屋座の南隣に福井東宝を開館した。1940年（昭和15年）2月には大衆館が加賀屋座の北隣で再開館した。加賀屋座も映画上映を行うことがあり、1940年末には一部を椅子席に改造した。こうしてこの一角に映画上映施設が立ち並ぶ状況となったが、その後戦争の激化に伴い統制が強まり、決戦非常措置要綱の実施に伴い大衆館は1945年（昭和20年）2月に休館となった。さらに1945年（昭和20年）7月の福井空襲で市内の映画館は全滅した。
戦後、1946年（昭和21年）2月に再開館し、この年には運営会社として加賀産業が設立された。福井東宝も再開館したが、加賀屋座は再開されず、跡地は国際劇場という別の映画館となった。1947年（昭和22年）には大衆館が本町通りに移転した。1948年（昭和23年）6月の福井地震で建物は全焼、多数の死傷者を出した。当日大衆館にいた人物の回想によれば、地震発生とともに建物は南の方に向かって倒れ、落下してきた梁に打たれた客は死亡、他の客は破れ目から脱出したという。

### 再建
震災後、大衆館は1948年（昭和23年）11月に再開館し、片町に残っていた東宝も1949年（昭和24年）8月に大衆館の北側で再建された。さらに1950年（昭和25年）2月には東宝の北側に日本劇場（メトロ劇場の前身）が開館し、この地区に映画館が並ぶ形となった。この頃加賀産業は、福井市で大衆館・東宝の2館を経営するほか、鯖江・武生でも映画館を経営し、さらに1952年9月には富山市で買収した既存館を改装、富山大衆館の名で開館するなど、規模を拡大していった。大衆館は福井東宝と合わせて大映・東映・東宝・新東宝の4社の作品を上映していたが、大衆館はその後東映専門となり、「福井東映」の名称を併用するようになった。
1959年（昭和34年）には改装工事を行い、鉄筋コンクリート2階建て、冷暖房完備の新館が6月に開館した。開館行事には当時東映の看板俳優であった片岡千恵蔵が来館、福井市長に続いて壇上に上がり、「単に館主と俳優の間柄ではなく、北陸路にも兄がいると思われるほどお世話になった」と祝辞を述べた。これ以降は大衆館の名称は用いられなくなった。1960年7月には隣接する東宝も改装した。

### 映画ビル開館

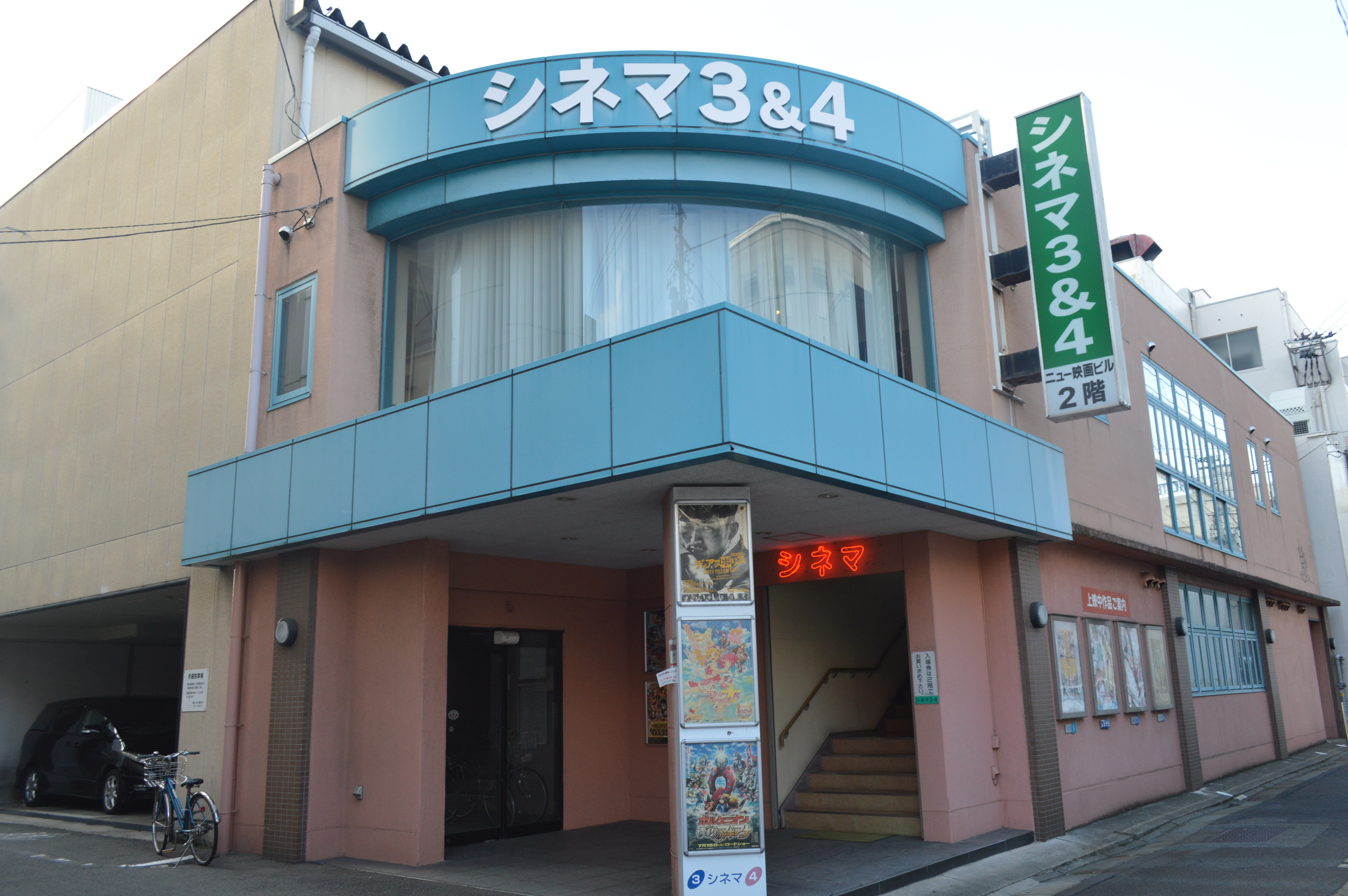
福井シネマ3・4

1977年には東映と東宝を交互に運営しながら改装工事を進め、8月13日、東宝、東映が入居する「映画ビル」が開館した。この際本館には名商エンタープライズが運営する東映パラス、別館には東宝中部興行が運営する東宝洋画系のみゆき座が開館した。既に映画は低迷し、改装期を迎えた映画館はテナントを入れて収益を確保するのが一般的であるところ、加賀産業は映画館のみで新ビルを構成し、座席数は一度に400以上も増加した。福井市出身の俳優・津田寛治は学生時代に映画ビルでアルバイトをしていたという。しかし東映パラスは1992年2月に閉館、みゆき座も改装費用が出せず、1992年9月30日に閉館した。
1992年9月、改装期間を経て福井東映が「シネマ1」、福井東宝が「シネマ2」として再開業した。1998年には従来の映画ビルの北隣に3階建てのニュー映画ビルを建設、3月14日に「福井シネマ3・4」を新ビル内に開館した。さらに2010年には「福井シネマ1」の2階席を座席配置を変え、パノラマ席を設けていた。
しかし、その後は郊外のショッピングセンターに併設されたシネマコンプレックスに押されて入館者数が減少。2010年代ごろからは年間来館者数が7～8万人前後で推移していたという。このため2018年9月10日をもって営業を終了し、松竹館時代から通算して100年に及ぶ歴史の幕を閉じた。最後の上映作品は福井市出身の宮下奈都原作『羊と鋼の森』（橋本大二郎監督）であった。建物は直ちに取り壊され、2019年7月に新ビルが着工した後、2020年10月に商業施設ビル「福井テラス」が竣工。同ビル内に北國銀行福井支店が移転開業（2020年11月24日 - ）し、現在に至る。

## 座席数
- シネマ1 ：333
- シネマ2 ：220
- シネマ3 ：100
- シネマ4 ：100